# Teruaki Mizuno
Teruaki Mizuno (11 novembre 1976) è un fumettista giapponese.
Ha lavorato come assistente di Toshiaki Iwashiro e attualmente di Yūki Tabata nella serie Black Clover. Debutta su Weekly Shōnen Jump con il manga Metallica Metalluca, che viene interrotto con il diciassettesimo capitolo a causa dello scarso interesse del pubblico. I suoi manga successivi seguono la stessa sorte.

## Opere
- Metallica Metalluca (2010)
- Kyoryū Taisen Dinobōt (2011)
- Chō Soku Henkei Gyrozetter (2011-2014)
- Marvel's Future Avengers (2017-2018)
- Pokémon: i segreti della giungla (2020)
- Chain Rencer (2021)